# 体細胞由来ES細胞
体細胞由来胚性幹細胞（たいさいぼうゆらいはいせいかんさいぼう、nuclear transfer Embryonic stem cells）とは、ES細胞の問題点である受精卵の使用をさけてつくられた胚性幹細胞のこと。ntES細胞や、核移植ES細胞とも呼ばれる。
細胞核を除いた卵子に対象となる人体の体細胞の核をいれて胚を作り、その胚の内部の細胞を培養する。ただし、卵子を使用しているために倫理的問題は残っている。